# Radioplane OQ-17
Le Radioplane OQ-17 était une cible aérienne produite par la Radioplane Company pour l'United States Army Air Forces, et connue sous les noms TD4D et KDR Quail dans la United States Navy. Souffrant d'un moteur peu fiable, la production du OQ-17 fut interrompue prématurément en faveur du OQ-19.

## Conception et développement
À l'approche de la fin de la Seconde Guerre mondiale, l'US Army Air Forces émit le besoin d'une nouvelle cible aérienne pour remplacer la famille des drones Radioplane OQ-2, avec des performances accrues pour mieux simuler les capacités améliorées des avions de combat. Le RP-18, conçu par Reginald Denny de Radioplane en réponse à ce besoin, était construit entièrement en métal, avec une aile haute et une empennage conventionnelle. Il était propulsé par un moteur Righter O-45 à quatre cylindres opposés horizontalement, et son lancement se faisait par catapulte. Le contrôle s'effectuait via une radio conventionnelle, et s'il n'était pas abattu par les tireurs utilisant le drone pour l'entraînement, il pouvait être récupéré à l'aide d'un parachute embarqué. On affirmait que le OQ-17 pouvait réaliser toutes les manœuvres d'un avion de chasse ordinaire.

## Historique opérationnel
L'évaluation du RP-18 commença en mars 1945 ; après les essais, l'US Army Air Forces commanda le drone en production en février 1946, le désignant OQ-17. La Marine américaine commanda également le drone ; il avait été évalué comme XTD4D-1, mais avant son entrée en service, le TD4D-1 de production reçut la nouvelle désignation de KDR-1 Quail.
La production du OQ-17 et du KDR fut interrompue après la construction de 430 appareils, en raison de problèmes persistants de fiabilité avec le moteur O-45 ; le Radioplane OQ-19 fut commandé comme remplaçant.

## Variantes et opérateurs
- RP-18 - Version prototype initiale[1].
- XOQ-17 - Désignation de l'US Army Air Forces pour les RP-18 d'essai[1].
- OQ-17 - Version de production pour l'US Army Air Forces, dérivée du XOQ-17[1].
- XTD4D-1 - Désignation de l'US Navy pour les RP-18 d'essai[1].
- TD4D-1 - Version de production pour l'US Navy, dérivée du XTD4D-1[1].
- KDR-1 - Désignation finale pour la version de production du TD4D-1 dans l'US Navy[1].
- KDR-2 - Version du KDR-1 avec des améliorations structurales[1].